# Rötelreiher
Der Rötelreiher (Egretta rufescens) ist eine Vogelart aus der Familie der Reiher.

## Merkmale
Der Rötelreiher ist ein eher zierlicher Reiher mit einer Körperlänge von etwa 70 cm. Er tritt in einer hellen und einer dunklen Morphe auf. Die dunkle ist leicht mit dem Blaureiher zu verwechseln. Bei ihr ist das Gefieder überwiegend ebenfalls blaugrau, Hals und Kopf jedoch rotbraun gefärbt. Hals und Brust sind jedoch weiß. Die helle Morphe ist fast gänzlich weiß gefärbt. Beine und Schnabel sind von grauer oder grau-blauer Farbe.

## Vorkommen
Sein Lebensraum sind die warmen bis subtropischen Sümpfe des südlichen Nord- und des nördlichen Mittelamerikas. Er brütet in Mexiko, den südwestlichen USA und auf einigen Karibikinseln wie Kuba, Jamaika und Hispaniola.

## Verhalten
Der Rötelreiher ist überwiegend dämmerungsaktiv. Er brütet oft in Gesellschaft anderer Reiher. Sein Nest besteht aus Stöcken und Zweigen und wird auf Bäumen oder hohen Büschen errichtet. In diesem legt das Weibchen drei bis sieben grün-blaue Eier. Auf Nahrungssuche begibt sich der Rötelreiher jedoch einzelgängerisch. So durchschreitet er während der Abendstunden feuchte Wiesen und flache Gewässer auf der Suche nach Fischen, Amphibien, Krebstieren und Insekten.

## Unterarten
Es sind zwei Unterarten bekannt:
- E. r. rufescens (J. F. Gmelin, 1789)[2] – Die Nominatform kommt im Süden der USA, den Westindischen Inseln und in Mexiko vor.
- E. r. dickeyi (van Rossem, 1926)[3] – Diese Unterart ist in Niederkalifornien verbreitet.

## Etymologie und Forschungsgeschichte
Der Rötelreiher wurde 1789 von Johann Friedrich Gmelin als Ardea rufescens erstbeschrieben. Als Fundort des Typusexemplars gab er Louisiana an. Erst 1817 führte Thomas Ignatius Maria Forster die Gattung Egretta für den Seidenreiher (Egretta garzetta) ein. Erst später wurde auch der Rötelreiher in die Gattung eingeordnet. Dieser Name stammt vom französischen aigrette für „Reiher“ ab. Das Artepitheton rufescens, rufescere, rufus ist lateinischen Ursprungs und bedeutet „rötlich, rot werden, rot“. Dickeyi ist Donald Ryder Dickey (1887–1932) gewidmet.